# Port Said
Port Said (arabisk: بور سعيد) er en by i Egypten med 524.433 (2010) indbyggere, der ligger ved indsejlingen til Suez-kanalen fra Middelhavet.